# Paweł Adamowicz
Paweł Bogdan Adamowicz (Gdańsk, 2 november 1965 – aldaar, 14 januari 2019) was een Pools politicus. Van oktober 1998 tot aan zijn overlijden in januari 2019 was hij burgemeester van Gdańsk.

## Carrière
Adamowicz studeerde rechten aan de Universiteit Gdańsk en was een studentenleider tijdens de stakingen in Polen in 1988. Hij was ook werkzaam aan de universiteit. In 1990 werd Adamowicz in de gemeenteraad van zijn geboortestad verkozen. Op 26 oktober 1998 werd hij daar benoemd tot burgemeester als opvolger van Tomasz Posadzki. Op zijn verzoek maakte Frank Meisler in 2009 de beeldengroep Kindertransport - Die Abreise ter nagedachtenis aan 124 vertrekkende kinderen aan het begin van de Tweede Wereldoorlog. Tot 2015 was hij lid van het Platforma Obywatelska. De populaire politicus had nationale uitstraling en was in 2018 met 65% van de stemmen herkozen als burgemeester. Hij was voorstander van LGBT-rechten en kantte zich tegen het antimigratiebeleid van de regering.
Adamowicz is onderscheiden met het katholieke Pro Ecclesia et Pontifice en in 2003 met het Kruis van Verdienste. Later, in 2014, kreeg hij ook het 'Kruis van Vrijheid en Solidariteit'.

## Overlijden
Op 13 januari 2019 werd Adamowicz tijdens een benefietevenement van Wielka Orkiestra Świątecznej Pomocy in Gdańsk op het podium neergestoken. Hij overleed een dag later aan zijn verwondingen. De 27-jarige dader was herhaaldelijk veroordeeld voor diefstal met geweld en was een maand vrij na een gevangenisstraf. Hij riep volgens getuigen bij het toebrengen van de messteken dat hij onterecht had vastgezeten en zou dit mogelijk geweten hebben aan de partij van Adamowicz.
- Gemeinsame Normdatei: 1175438243
- International Standard Name Identifier: 0000 0000 4660 162X
- Library of Congress Control Number: no97013862
- Nationale Bibliotheek van Polen: a0000002308295
- Virtual International Authority File: 46363365
- WorldCat: E39PBJv8HBdtdjP3WgjwMkfDv3